# Esquí acrobàtic als Jocs Olímpics d'hivern de 2010 - Bamps femenins
Als Jocs Olímpics d'Hivern de 2010 celebrats a la ciutat de Vancouver (Canadà) es disputà una prova de bamps en categoria femenina dins de les proves d'esquí acrobàtic celebrats als Jocs.
La competició se celebrà el dia 13 de febrer de 2010 a les instal·lacions del Cypress Mountain Ski Area. Hi participaren un total de 27 esquiadores de 12 comitès nacionals diferents.

## Resum de medalles
| Or             | Argent        | Bronze         |
| Hannah Kearney | Jennifer Heil | Shannon Bahrke |

## Resultats

### Qualificació
Es classifiquen els 20 millor resultats:
| Pos. | Dorsal | Nom                   | CON           | Temps        | Puntuació | Puntuació | Puntuació | Total | Notes |
| Pos. | Dorsal | Nom                   | CON           | Temps        | Salts     | Aire      | Temps     | Total | Notes |
| ---- | ------ | --------------------- | ------------- | ------------ | --------- | --------- | --------- | ----- | ----- |
| 1    | 3      | Hannah Kearney        | Estats Units  | 27.97        | 14.0      | 4.98      | 6.98      | 25.96 | Q     |
| 2    | 1      | Jennifer Heil         | Canadà        | 28.69        | 13.7      | 5.10      | 6.70      | 25.50 | Q     |
| 3    | 2      | Heather McPhie        | Estats Units  | 28.82        | 13.4      | 4.98      | 6.65      | 25.03 | Q     |
| 4    | 5      | Kristi Richards       | Canadà        | 29.11        | 13.0      | 5.10      | 6.53      | 24.63 | Q     |
| 5    | 6      | Aiko Uemura           | Japó          | 29.11        | 12.8      | 4.98      | 6.53      | 24.31 | Q     |
| 6    | 4      | Shannon Bahrke        | Estats Units  | 29.74        | 13.3      | 4.68      | 6.29      | 24.27 | Q     |
| 7    | 8      | Michelle Roark        | Estats Units  | 29.64        | 12.8      | 4.85      | 6.33      | 23.98 | Q     |
| 8    | 7      | Margarita Marbler     | Àustria       | 29.93        | 13.0      | 4.56      | 6.21      | 23.77 | Q     |
| 9    | 11     | Chloe Dufour-Lapointe | Canadà        | 30.02        | 12.2      | 5.36      | 6.18      | 23.74 | Q     |
| 10   | 13     | Ekaterina Stolyarova  | Rússia        | 31.04        | 11.9      | 5.34      | 5.77      | 23.01 | Q     |
| 11   | 27     | Arisa Murata          | Japó          | 30.81        | 12.2      | 4.92      | 5.87      | 22.99 | Q     |
| 12   | 9      | Nikola Sudová         | Txèquia       | 31.63        | 12.6      | 4.26      | 5.54      | 22.40 | Q     |
| 13   | 29     | Tae Satoya            | Japó          | 29.32        | 12.1      | 3.60      | 6.45      | 22.15 | Q     |
| 14   | 14     | Deborah Scanzio       | Itàlia        | 32.40        | 12.1      | 4.50      | 5.24      | 21.84 | Q     |
| 15   | 16     | Miki Itō              | Japó          | 32.06        | 11.7      | 4.74      | 5.37      | 21.81 | Q     |
| 16   | 19     | Yulia Galysheva       | Kazakhstan    | 29.80        | 11.2      | 4.05      | 6.26      | 21.51 | Q     |
| 17   | 20     | Darya Rybalova        | Kazakhstan    | 30.94        | 11.3      | 4.20      | 5.81      | 21.31 | Q     |
| 18   | 25     | Daria Serova          | Rússia        | 31.84        | 11.5      | 4.12      | 5.46      | 21.08 | Q     |
| 19   | 22     | Regina Rakhimova      | Rússia        | 32.06        | 11.2      | 4.44      | 5.37      | 21.01 | Q     |
| 20   | 26     | Marina Cherkasova     | Rússia        | 32.19        | 11.1      | 4.50      | 5.32      | 20.92 | Q     |
| 21   | 28     | Seo Jung-Hwa          | Corea del Sud | 31.44        | 11.3      | 3.96      | 5.62      | 20.88 |       |
| 22   | 23     | Yuliya Rodionova      | Kazakhstan    | 31.16        | 11.2      | 3.80      | 5.73      | 20.73 |       |
| 23   | 32     | Britteny Cox          | Austràlia     | 32.63        | 10.7      | 4.02      | 5.15      | 19.87 |       |
| 24   | 33     | Ellie Koyander        | Regne Unit    | 31.99        | 9.8       | 3.78      | 5.40      | 18.98 |       |
| 25   | 34     | Šárka Sudová          | Txèquia       | 34.04        | 10.3      | 3.66      | 4.59      | 18.55 |       |
| 26   | 31     | Nina Bednarik         | Eslovènia     | 37.26        | 7.4       | 3.06      | 3.33      | 13.79 |       |
| 27   | 30     | Tereza Vaculíková     | Txèquia       | no finalitzà | 0.3       | 1.20      | 0.00      | 1.50  |       |

### Final
| Pos. | Dorsal | Nom                   | CON          | Temps        | Puntuació | Puntuació | Puntuació | Total |
| Pos. | Dorsal | Nom                   | CON          | Temps        | Salts     | Aire      | Temps     | Total |
| ---- | ------ | --------------------- | ------------ | ------------ | --------- | --------- | --------- | ----- |
| 1    | 3      | Hannah Kearney        | Estats Units | 27.86        | 14.2      | 5.40      | 7.03      | 26.63 |
| 2    | 1      | Jennifer Heil         | Canadà       | 27.91        | 13.7      | 4.98      | 7.01      | 25.69 |
| 3    | 4      | Shannon Bahrke        | Estats Units | 27.90        | 13.5      | 4.92      | 7.01      | 25.43 |
| 4    | 6      | Aiko Uemura           | Japó         | 28.88        | 12.9      | 5.16      | 6.62      | 24.68 |
| 5    | 11     | Chloe Dufour-Lapointe | Canadà       | 29.87        | 12.7      | 4.93      | 6.24      | 23.87 |
| 6    | 7      | Margarita Marbler     | Àustria      | 29.52        | 13.0      | 4.32      | 6.37      | 23.69 |
| 7    | 13     | Ekaterina Stolyarova  | Rússia       | 30.96        | 12.7      | 5.04      | 5.81      | 23.55 |
| 8    | 27     | Arisa Murata          | Japó         | 30.05        | 12.5      | 4.56      | 6.16      | 23.22 |
| 9    | 22     | Regina Rakhimova      | Rússia       | 30.77        | 11.9      | 4.92      | 5.88      | 22.70 |
| 10   | 14     | Deborah Scanzio       | Itàlia       | 30.29        | 11.8      | 4.32      | 6.07      | 22.19 |
| 11   | 19     | Yulia Galysheva       | Kazakhstan   | 29.67        | 11.4      | 4.46      | 6.31      | 22.17 |
| 12   | 16     | Miki Itō              | Japó         | 31.51        | 11.6      | 4.44      | 5.59      | 21.63 |
| 13   | 26     | Marina Cherkasova     | Rússia       | 31.21        | 11.3      | 4.08      | 5.71      | 21.09 |
| 14   | 20     | Darya Rybalova        | Kazakhstan   | 30.59        | 10.7      | 4.20      | 5.95      | 20.85 |
| 15   | 25     | Daria Serova          | Rússia       | 31.59        | 11.1      | 4.18      | 5.56      | 20.84 |
| 16   | 9      | Nikola Sudová         | Txèquia      | 31.10        | 10.6      | 3.06      | 5.75      | 19.41 |
| 17   | 8      | Michelle Roark        | Estats Units | 32.27        | 5.9       | 4.71      | 5.29      | 15.90 |
| 18   | 2      | Heather McPhie        | Estats Units | 30.92        | 4.8       | 3.90      | 5.82      | 14.52 |
| 19   | 29     | Tae Satoya            | Japó         | 33.69        | 5.6       | 2.52      | 4.73      | 12.85 |
| 20   | 5      | Kristi Richards       | Canadà       | no finalitzà | 1.6       | 2.76      | 0.00      | 4.36  |